# Jean-Georges Martin
Jean-Georges Martin (* 3. März 1902 in Morges, Kanton Waadt; † 27. Juli 1989) war ein Schweizer Journalist und Schriftsteller.

## Leben
Jean-Georges Martin studierte Französische Literatur an der Universität Lausanne sowie in Heidelberg und London und schloss mit dem Lizentiat ab. Er war als Journalist tätig. Nebenbei verfasste er Gedichte und Erzählungen.
Martin war Mitglied des Schweizerischen Schriftstellerverbands, der Association vaudoise des écrivains und der Association des écrivains de langue française.

## Auszeichnungen
- 1987: Prix des écrivains vaudois

## Werke
- Les contes du Léman, Lausanne 1932; Neuausgabe: Sion 1978
- Nu. Poèmes accompagnés de 6 dessins de Jaques Berger, Lausanne 1975
- Assis parmi les escargots. Fables, Paris 1977
- La roue, Paris 1977
- Les uns pas comme les autres, Yverdon-les-Bains 1980
- Le bal des jours perdus, Paris 1985